# Pulque
Pulque (ou octli) é uma bebida alcoólica feita do suco fermentado do agave, consumida tradicionalmente na Mesoamérica. Embora seja tida popularmente como uma cerveja, o principal carboidrato da bebida é uma forma complexa da frutose, e não o amido.
O maguey, como a planta é conhecida localmente, não é um cacto, como já se acreditou, mas sim um agave, pertencente às espécies Agave salmiana e Agave atrovirens. Era tida como uma das plantas mais sagradas do antigo México, ocupando um lugar de destaque nos rituais religiosos e na indústria local mesoamericana.

## História

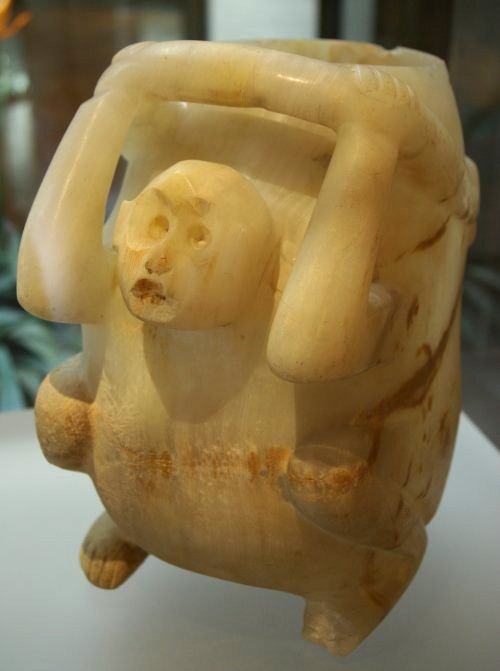
Jarra para pulque decorada com a efígie de um macaco, em ônix-mármore (1200-1520), no Museu Dumbarton Oaks, em Washington D.C..

O pulque foi retratado nos entalhes feitos em pedra por diversos povos ameríndios desde pelo menos 200 d.C.. Sua origem é desconhecida, porém, por ter uma posição de destaque na religião nativa, muitas lendas folclóricas explicam a sua origem. De acordo com um relato lendário pré-colombiano, durante o reinado de Tecpancaltzin, um nobre tolteca chamado Papantzin teria descoberto o segredo da extração de aguamiel da planta do maguey. Antes da conquista espanhola, os astecas o consumiam em cerimônias religiosas.
Jarras destinadas ao pulque frequentemente tinham o formato de um macaco, para indicar o efeito inebriante da bebida.

## Produção

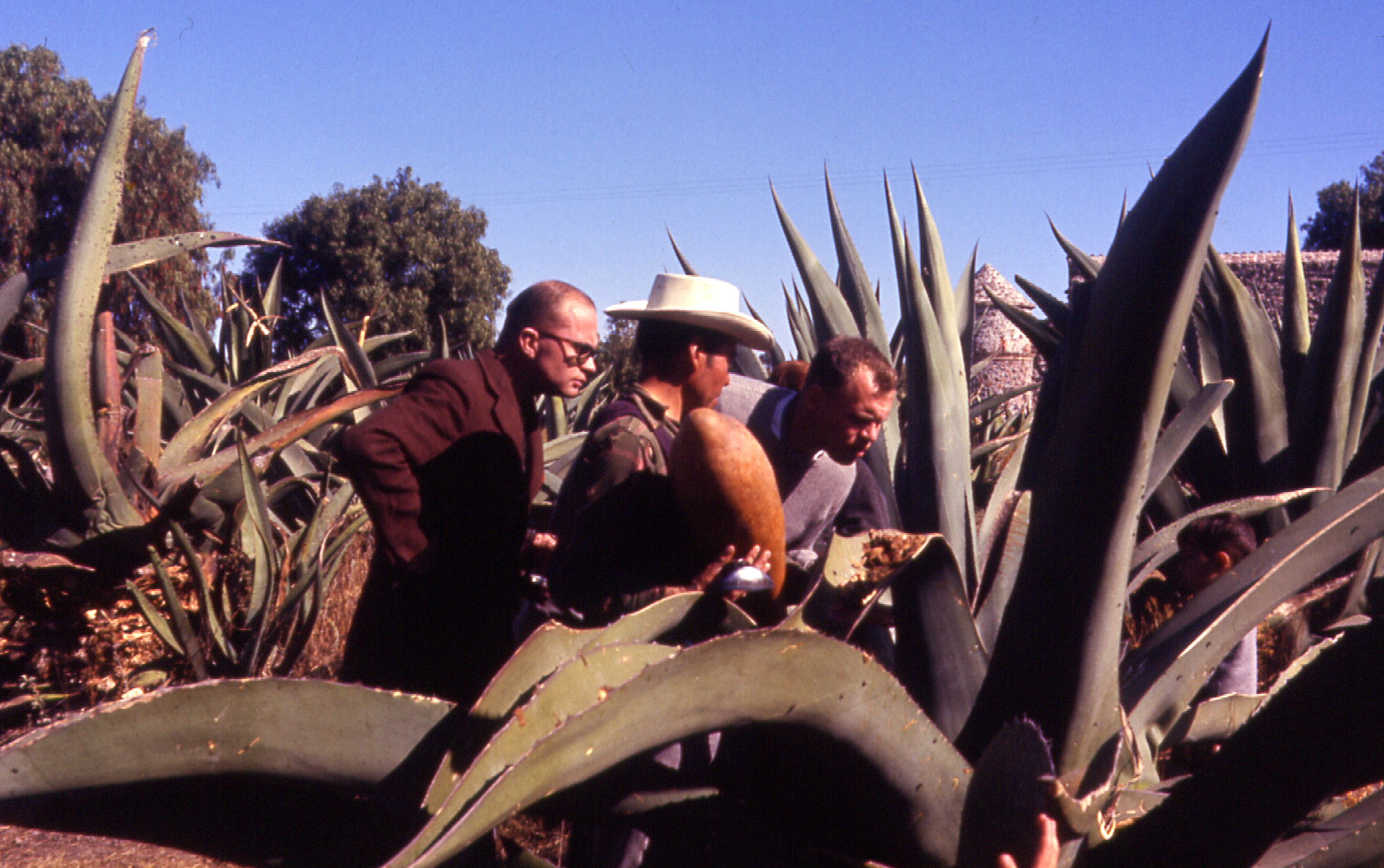
Um tlachiquero coletando o suco do maguey (1964, em Hidalgo, no México).

As plantas levam de oito a dez anos para atingir a maturidade; o homem responsável por coletar o suco do maguey é conhecido como um tlachiquero. A imagem tradicional do tlachiquero é a de um indivíduo com um burro e um pequeno barril de madeira para coletar o suco em cada um dos lados da sela sobre o animal. Carrega também uma cabaça de pescoço longo usada para captar o suco dos magueys, chamado aguamiel, e uma ferramenta de metal usada para abrir uma cavidade nos magueys. Quando a planta atinge a maturidade e está prestes a florescer, o tlachiquero abre cerca de 30 a 50 cortes com uma faca no topo da planta, onde a inflorescência cresceria; a isto chamam "castrar" a planta. A planta, então, descansa por um mês ou mais, o que faz com que produza ainda mais aguamiel. A parte que foi atingida pelos cortes é então extraída, formando uma cavidade que se enche com o suco; todo dia o tlachiquero extrai o aguamiel com a cabaça, e raspa a cavidade interna para que mais suco se acumule; a planta produz o aguamiel por até um mês. O suco é então fermentado (tipicamente em grandes barris, dentro de um recinto chamado de tinacal). O micro-organismo responsável pela fermentação não é a levedura, mas sim uma bactéria (Zymomonas mobilis). Este micro-organismo é considerado indesejável na maior parte das bebidas fermentadas, porém dá, ao pulque, o seu sabor único. O pulque é vendido diretamente do tinacal, ou servido numa espécie de cantina conhecida como pulquería, onde é servido tradicionalmente num copo chamado de tornillo ("parafuso", devido ao seu formato) ou numa espécie de tigela conhecida como jícara.
O pulque ainda é feito no México atual; no entanto, por não poder ser armazenado ou preservado facilmente (seu caráter e seu sabor se alteram num curto período de tempo, por vezes até mesmo em apenas um dia), não é conhecido fora do país. Um processo destinado a preservar e enlatar o pulque foi desenvolvido, e latas de pulque estão sendo exportadas para os Estados Unidos em quantidades limitadas; o teor alcoólico do produto enlatado é de 6%. Entusiastas da bebida geralmente consideram a qualidade da bebida enlatada pior em relação à qualidade da bebida original.
O pulque também costuma ser misturado com suco de frutas como a manga e o abacaxi; recebe, então, o nome de curado.
O mescal é o nome do destilado que também é feito a partir do agave. Hoje em dia, existem no México, regiões bem definidas e regulamentadas de denominação de origem controlada, tanto para o mescal quanto para a tequila. A tequila é um mescal feito exclusivamente do agave-azul, que cresce na região sudoeste do país, em torno da cidade de Tequila. O aguamiel, a partir do qual se faz o pulque, é o suco natural do maguey, enquanto o mescal é o destilado claro feito da carne da própria planta. O sabor pode ser amargo ou doce, dependendo da preferência do consumidor; enquanto alguns o tomam puro, outros preferem acrescentar um pouco de mel.
No panteão de divindades astecas, a produção do pulque era representada pelo deus da bebida, Tepoztecatl ("natural de Tepoztlán") e pelos deuses da ebriedade, como Macuil-Tochtli ("Cinco Coelho") e Ometochtli ("Dois Coelho"), ambos parte do panteão de Centzon Totochtin, os quatrocentos deuses-coelho da ebriedade.
Uma tradição existente nas pulquerías é a de quem consome a bebida derrubar uma pequena quantidade de seus copos no chão, como um sacrifício para o Dois Coelho.